# Mughiphantes jugorum
Mughiphantes jugorum är en spindelart som först beskrevs av Denis 1954.  Mughiphantes jugorum ingår i släktet Mughiphantes och familjen täckvävarspindlar.
Artens utbredningsområde är Frankrike. Inga underarter finns listade i Catalogue of Life.